# 京都新聞きらり夕刊
『京都新聞きらり夕刊』（きょうとしんぶんきらりゆうかん）は、かつてKBS京都テレビで平日夕方に放送されていた報道番組、および平日夕方の報道番組内で放送されていたニュースコーナーである。京都新聞社との中継でその日の夕刊の見所を紹介していた。

## 概要・沿革
2000年1月、当時平日夕方に放送されていたニュース番組『夕刊NEWSワイド』の1コーナーとしてスタートした。
2001年10月1日、『夕刊NEWSワイド』の終了を機に単独番組化し、以後は『きらり夕刊』と題して放送。この当時は14時30分から放送の25分番組で、従来どおりに京都新聞本社との中継で夕刊の解説をしていたほか、番組直前までに入ってきた京都のニュースや天気予報も伝えていた。単独番組化したばかりの頃には「東京情報」という東京の最新事情を伝えるコーナーもあったが、同コーナーは3か月ほどで打ち切られた。
2003年3月31日に平日夕方の帯番組『Live5』が始まると、本番組は『Live5』の1コーナーと化した。2006年4月3日に『Live5』の放送枠が縮小したのを受けて一旦独立したものの、同年10月2日に再び同番組内に取り込まれた。『Live5』が終了した後も、その後継番組である『京プラス』内で放送され、2011年9月30日に同番組が終了するまでこの体制は続けられた。『京プラス』の終了後は、平日帯のニュース枠が月曜 - 木曜19時台の情報番組『やのぱんの生活情報部』へと移行した関係上、京都新聞との中継も終わりになった。

## 放送時間の変遷
- 2000年1月 - 2001年9月28日
  - 月曜日 - 金曜日 17:30 - 17:50に放送の『夕刊NEWSワイド』に内包。
- 2001年10月1日 - 2003年3月29日
  - 月曜日 - 金曜日 14:30 - 14:55に単独番組『きらり夕刊』として放送。
- 2003年3月31日 - 2006年3月31日
  - 月曜日 - 金曜日 16:56 - 17:48に放送の『Live5』に内包。
- 2006年4月3日 - 2006年9月29日
  - 月曜日 - 金曜日 17:30 - 17:35に単独番組『きらり夕刊』として放送。夕刊の無い祝日には本番組の放送も無くなるため、『Live5』を5分延長して対応していた。2006年7月17日（海の日）には祇園祭山鉾巡行のダイジェストを放送して対応。
- 2006年10月2日 - 2007年3月30日
  - 月曜日 - 金曜日 17:00 - 17:35に放送の『Live5』に内包。
- 2007年4月2日 - 2008年3月28日
  - 月曜日 - 金曜日 17:15 - 17:50に放送の『京プラス』に内包。
- 2008年3月31日 - 2011年9月30日
  - 月曜日 - 金曜日 17:30 - 17:50に放送の『京プラス』に内包。同番組の最終回をもって本コーナーも終了した。

## 出演者

### KBS京都関係者
- 平野智美（KBSアナウンサー） - 月曜日から金曜日を担当。
- 梶原誠（KBSアナウンサー） - 月曜日から木曜日を担当。
- 竹内弘一（KBSアナウンサー兼記者） - 金曜日を担当。
- 堀川節子（当時KBSアナウンサー） - 途中降板。
- 他にもKBSのアナウンサーたちが出演していたが、彼らも途中降板した。

### 京都新聞関係者
- 文化報道部 部長代理
- 報道局 運動活動部長